# Raión de Małaryta
Małaryta (en bielorruso: Маларыцкі раён) es un raión o distrito de Bielorrusia, en la provincia (óblast) de Brest. 
Comprende una superficie de 1 374 km².

## Demografía
Según estimación 2010 contaba con una población total de 25 780 habitantes.

## Subdivisiones
Comprende la ciudad subdistrital de Malaryta y los siguientes 8 consejos rurales:
- Aréjava
- Vielikaryta
- Hvóznitsa
- Lúkava
- Makrany
- Óltush
- Jatsislau
- Charniany